# Prieuré grandmontain d'Issangy
Le prieuré grandmontain d'Issangy (ou de Blandone-Issangy) est un ancien prieuré situé sur le territoire de la commune de Saint-Agnan, en Saône-et-Loire (France).
Ce prieuré abrita la vie des moines de l'ordre de Grandmont durant cinq siècles.

## Description
Implanté à proximité du Blandenan, affluent de la Loire en rive droite, le prieuré est en grande partie détruit. Ce qu'il en reste, devenu une ferme, ne constitue qu'une part infime de l'enclos primitif.
La chapelle, dont la voûte a disparu, a été couverte d'une charpente et transformée en grange. 
Vestiges d'un autre bâtiment.

## Historique
- Vers 1160 est créée la cella de Blandone ;
- dès 1270, le monastère était placé sous la protection de Jean de Châteauvillain, baron de Semur et Bourbon-Lancy[1] ;
- 1292 : Blandone est placé sous la garde directe du duc de Bourgogne ;
- 1317 : la celle de Blandone est rattachée au prieuré de Viaye
- 1791 : le prieuré et ses dépendances sont vendus à titre de biens nationaux ; transformation en ferme.